# Goodenia disperma
Goodenia disperma är en tvåhjärtbladig växtart som beskrevs av Ferdinand von Mueller. Goodenia disperma ingår i släktet Goodenia och familjen Goodeniaceae. Inga underarter finns listade i Catalogue of Life.